# Litauen
Republikken Litauen (litauisk: Lîetûvôs Rêspûblîkâ, kort: Lietuva, Žemaitisk: Lietovuos Respoblėka) er et land i Nordeuropa, det sydligste af de tre baltiske lande. Landet ligger ved Østersøens sydøstlige bred og grænser til Letland i nord, Hviderusland i øst og sydøst og Polen og den russiske eksklave Kaliningrad oblast mod sydvest. På den anden side af Østersøen ligger Sverige og Danmark. Landet har en befolkning på 2.860.002(2023) indbyggere, og dets hovedstad og største by er Vilnius. Landareal: 62.680 km². For befolkningspyramider til 2100, se under Ukraine#Eksterne henvisninger.
I 1300-tallet var Litauen det største land i Europa, og dagens Hviderusland, Ukraine, dele af Polen og Rusland var underlagt Storfyrstendømmet Litauen. Med Lublinunionen fra 1569 skabte Polen og Litauen en ny stat: Den polsk-litauiske realunion. Realunionen varede i over to hundrede år, indtil nabolandene systematisk afviklede den fra 1772 til 1795. Ved delingen af realunionen overtog Det Russiske Kejserrige størstedelen af det litauiske territorium.
Efter 1. verdenskrig blev Litauens uafhængighedserklæring underskrevet den 16. februar 1918, og landet blev på ny en suveræn stat. I 1940 blev Litauen besat af Sovjetunionen og derefter af Nazityskland. Da 2. verdenskrig nærmede sig sin afslutning i 1944, trak tyskerne sig tilbage, og Sovjetunionen besatte Litauen igen. Den 11. marts 1990 blev Litauen den første sovjetrepublik, som erklærede sin uafhængighed.
Inden finanskrisen 2007-10 havde Litauen en af de hurtigst voksende økonomier i EU. Litauen er medlem af NATO, Europarådet og EU. Litauen blev fuldgyldigt medlem af Schengen-samarbejdet den 21. december 2007. I 2009 var Vilnius europæisk kulturhovedstad, og samme år fejrede Litauen tusindåret for sit navn.

## Etymologi
Den første kendte omtale af navnet Litauen (litauisk: Lietuva) er fra 1009 i annalerne fra Quedlinburg, en latiniseret udgave af den slaviske (baltiske) form af navnet Lietuva – Litua udtales [litvā]. Sprogforskere diskuterer stadig betydningen af ordet.
Der har været gjort flere forsøg på at forbinde "Lietuva" med Keltiske stednavne med latinske eller italienske ord. Men disse forsøg mangler støtte i sprogforskningen. Ifølge en udbredt folkelig opfattelse stammer ordet "Lietuva" ("Litauen") fra det litauiske ord "lyti" ("at regne"). Der er imidlertid ingen videnskabelig støtte for denne teori, idet ordet Lietuva har endelsen -uva, da det oprindelige ord ikke har nogen endelse. En sandsynlig kandidat er "Lietā". Da mange baltiske etnonymer stammer fra hydronymer, har lingvister søgt efter oprindelsen blandt de lokale hydronymer. Normalt har sådanne navne udviklet sig som en proces: hydronym → stednavn → etnonym.
En lille flod ikke langt fra Kernavė i det centrale område i den oprindelige litauiske stat og sandsynligvis den første hovedstad i det senere Storfyrstendømme Litauen krediteres normalt som kilde til navnet. Denne flods oprindelige navn er "Lietava". Med tiden kan endelsen -ava have ændret sig til -uva, da de to er samme type endelse. Floden flyder i lavlandet og oversvømmer ofte sine bredder; derfor vil den traditionelle litauiske form "Liet" direkte kunne oversættes som "lietis" ("at spilde"), som stammer fra urindoeuropæisk "leyǝ-".

## Historie
De første mennesker bosatte sig i det litauiske område efter den sidste istid i det 10. årtusinde f.Kr. Ur-indoeuropæiske stammer, der indvandrede i 3.-2. årtusinde f.Kr., blandede sig gennem et årtusind med den lokale befolkning og dannede forskellige baltiske stammer.
Litauen var oprindeligt befolket af splittede baltiske stammer. De samledes i 1230 af fyrst Mindaugas (ca. 1200-1263). Da han 1251 lod sig døbe, blev det muligt for ham at slutte fred med litauernes gamle fjende, Den Liviske Orden. Den 6. juli 1253 blev han kronet til konge af Litauen af ærkebiskoppen af Riga, og han herskede over mellem 300.000 og 400.000 undersåtter. Han brød med Den Liviske Orden i 1261 og afsværgede sandsynligvis kristendommen, slog ordensridderne i slaget ved Durbė og opmuntrede de hedenske preussiske nabostammers til opstand mod Den Tyske Orden. I 1263 blev han myrdet af sin nevø Treniota, og det hedenske Litauen blev igen mål for den Tyske Orden og Liviske Ordens korstog.

### Storfyrstendømmet Litauen
Gediminas (1315—40) grundlagde Storfyrstendømmet Litauen og udvidede landet mod syd og øst. Efter hans død deltes riget mellem hans syv sønner, af hvilke Algirdas og Kęstutis snart fik magten. Stridighederne mellem deres arvinger blev meget væsentlige for Litauens historie. Algirdas' søn Jogaila blev storfyrste efter ham (1377—1454); han antog kristendommen 1386 under navnet Vladislav, og da han samme år giftede sig dronning Jadwiga af Polen, blev han konge af Polen; hermed indledtes Polens og Litauens union.
1381 grundlagdes det første romersk-katolske bispedømme i Vilnius, og i 1417 grundlagdes bispedømmet i Medininkai (nu Varniai) i Žemaitija. Litauen havde til tider fuldstændigt selvstyre under egne storfyrster, men stod formelt under Polens konge; således var Vytautas den Store storfyrste af Litauen 1392—1430. Under ham nåede Litauen sin magts højdepunkt: Grænserne strakte sig da fra Østersøen til Sortehavet. Da Vytautas døde i 1430, gjorde Jogaila sin broder Švitrigaila til storfyrste i Litauen. Denne var tilhænger af den ortodokse kirke, men fortrængtes af Vytautas' broder, Žygimantas Kęstutaitis, der støttedes af det romersk-katolske parti. Švitrigaila, der kun beholdt Volhynien og Kijev, blev myrdet 1440, og kronen gik derfor til Jogailas yngste søn, den umyndige Kazimieras Jogailaitis, der modtog tilbud om Polens krone i 1444. Hans litauiske formyndere gjorde visse fordringer, blandt andet hævdede de Litauens ret til Podolien og Fyrstendømmet Galicien-Volhynien, et spørgsmål som senere vedblev at være stridsemne. Efter Kazimieras Jogailaitis' død i 1492 overlod litauerne tronen til hans søn Aleksandras I, mens polakkerne valgte dennes storebroder Johan Albrecht til konge. Da Johan Albrecht døde i 1501, blev Litauen atter forenet med Polen under Aleksandras I.

### Den polsk-litauiske realunion (1569-1795)
Den polsk-litauiske realunion blev oprettet i 1569 ved undertegnelse af Lublinunionen. Der indførtes fælles kongevalg og fælles rigsdag, mens Polen og Litauen beholdt egen lovgivning og administration, herunder separate hære og valutaer. Men i sidste ende påvirkede poloniseringen alle aspekter af det litauiske samfund: politik, sprog, kultur og den nationale identitet. Fra midten af 1500-tallet til midten af 1600-tallet blomstrede kunst, kultur og uddannelse, næret af renæssancen og den protestantiske reformation. Fra 1573 valgtes den polske konge og storfyrsten af Litauen af adelen, der fik stadigt flere privilegier. Disse privilegier, især liberum veto dansk: frit veto, der gav hver enkel adelsmand vetoret, førte til anarki og opløsning af staten.
Under den livlandske krig (1655-1661) var det litauiske territorium og økonomien ødelagt af den svenske hær. Før det fuldt ud kunne komme sig, blev Litauen igen hærget under Store Nordiske Krig (1700-1721). Krigen, pest og hungersnød resulterede i et tab på ca. 40 % af landets indbyggere. Fremmede magter, navnlig Rusland, blev dominerende spillere i indenrigspolitik i Den polsk-litauiske realunion. Talrige fraktioner blandt adelen brugte deres privilegier til at forhindre enhver form for reform. Til sidst blev unionen delt i 1772, 1792, og 1795 af det Russiske Kejserrige, Preussen, og det Habsburgske Østrig.

### I det Russiske Kejserrige (1795-1914)
Ved delingen blev størstedelen af Litauen en del af det russiske imperium. Efter resultatløse opstande i 1831 og 1863 gennemførte tsaristiske myndigheder en række russificeringspolitikker, herunder et forbud mod den litauiske presse og lukning af kultur- og uddannelsesinstitutioner, og Litauen blev en del af en ny administrativ region kaldet Nordvestlige kraj.
Efter den russisk-tyrkiske krig (1877-1878), da de tyske diplomater på Berlinerkongressen krævede, at Rusland tilbageleverede områder til det Osmanniske Rige, blev forholdet mellem Rusland og Det tyske Kejserrige kompliceret, og det russiske imperium genoptog opførelsen af borge ved dets vestlige grænser som forsvar mod Tyskland. Blandt andet opførtes et 65 km² stort fort i Kaunas.
Mellem 1868 og 1914 udvandrede cirka 635.000 litauere, næsten 20 % af befolkningen. Et stort antal litauere udvandrede til USA i 1867-1868 efter hungersnød i Litauen. På trods af udvandringen voksede ideen om et uafhængigt Litauen gennem årene, og denne ide blev grundlaget for det uafhængige Litauen. Under revolutionen 1905 blev der dannet en nationalkongres, som samledes 21.-22. november 1905 i Vilnius. Kongressen stillede krav om selvstyre for Litauen og krav om litauisk sprog i kirkerne og skolerne.

### Det uafhængige Litauen (1918-1940)
Den 16. februar 1918 under 1. verdenskrig mens Litauen stadig var besat af tyske tropper, vedtog Litauens Råd (litauisk: Lietuvos Taryba) landets uafhængighed. Da Tyskland havde tabt krigen den 11. november 1918, dannede Litauens Råd den første regering under Augustinas Voldemaras, vedtog en foreløbig forfatning og påbegyndte opbygningen af de grundlæggende administrative institutioner.
Litauens udenrigspolitik var domineret af territoriale stridigheder med Polen og Tyskland. Vilnius-området og Vilnius, den historiske hovedstad i Litauen, blev besat af den polske hær under Żeligowskis mytteri i oktober 1920, og herved oprettedes Central-Litauen, der to år senere blev indlemmet i Polen. I 19 år var Kaunas den midlertidige hovedstad i Litauen. Litauen tog den polske besættelse af Vilnius meget ilde op og nægtede at oprette diplomatiske forbindelser til kort før 2. verdenskrig.
Klaipeda-regionen var under administration af Folkeforbundet, men i januar 1923 rykkede litauiske friskarer ind og besatte området. I marts 1923 fik Litauen kontrol over Klaipeda-regionen, hvilket endeligt blev anerkendt i en konvention vedtaget af Folkeforbundet i 1924.

#### Kuppet i 1926
I 1926 gennemførte militæret et kup, der afsatte den demokratisk valgte regering og bragte "Litauens nationale union", et af de mindste og tidens mest konservative parti, til magten. De kristelige demokrater støttede kuppet og indsatte Antanas Smetona som præsident. I flere omgange ændrede Smetona forfatningen, hjemsendte Seimas og undlod at udskrive nyvalg. Antanas Smetona regerede Litauen i 14 år som autoritær præsident frem til 1940, hvor han og hans familie flygtede til Nazityskland.

### 2. verdenskrig
I 1940 efter udbruddet af 2. verdenskrig besatte Sovjetunionen Litauen i overensstemmelse med Molotov-Ribbentrop-pagten. Da Tyskland angreb Sovjetunionen i 1941, trak de sovjetiske tropper sig tilbage, og landet blev besat af tyskerne. Efter tilbagetrækning af de tyske besættelsesstyrker fra Litauen blev den Litauiske Socialistiske Sovjetrepublik oprettet. Den Litauiske Socialistiske Sovjetrepublik blev senere en del af Sovjetunionen i 1944.
Under de tyske og sovjetiske besættelser fra 1940 til 1954 mistede Litauen omkring 780.000 af sine indbyggere, mange i Paneriai-massakren. Alene under holocaust myrdedes omkring 200.000 jøder i massakrer i Litauen. Det anslås, at 120.000-300.000 flyttede til andre dele af Sovjetunionen, blev sendt i eksil i Sibirien eller blev dræbt, mens andre valgte at flytte til lande i vesten.
I forlængelse af de sovjetiske reformtiltag glasnost og perestrojka i slutningen af 1980'erne voksede kravet om litauisk selvstændighed. Litauen, ledet af Sajūdis, en anti-kommunistisk og anti-sovjetiske uafhængighedsbevægelse, proklamerede Litauens uafhængighed den 11. marts 1990.

### Det uafhængige moderne Litauen (1990-nu)
Litauen var den første sovjetiske republik, der erklærede sig uafhængig, selv om sovjetiske styrker forsøgte at forhindre det. Den Røde Hær angreb Vilnius' tv-tårn om natten den 13. januar 1991 og dræbte 13 civile litauere, men kunne ikke knække litauernes vilje til selvstyre. De sidste sovjetiske tropper forlod Litauen den 31. august 1993.
Den 4. februar 1991 anerkendte Island som det første vestlige land Litauen, mens Sverige blev det første land, der åbnede en ambassade i landet. USA og andre vestlige lande havde aldrig anerkendt den sovjetiske annektering af Litauen, Letland og Estland.
Litauen blev medlem af FN den 17. september 1991. Den 31. maj 2001 blev Litauen det 141. medlem af WTO. 4. januar 1994 blev landet det første af de baltiske lande, som søgte medlemskab i NATO. Den 29. marts 2004 blev landet medlem af NATO og i maj samme år medlem af Den Europæiske Union.

## Geografi
Litauen ligger i Nordeuropa. Det har omkring 99 km sandstrand, hvoraf ca. 38 km er direkte ud til Østersøen. Det er den korteste kyststrækning blandt landene ved Østersøen. Resten af kysten ligger i læ af Den kuriske Landtange. Litauens største isfrie havn, Klaipėda, ligger ved den smalle udmunding af Den kuriske indsø (litauisk: Kuršių Marios), en lavvandet indsø, der strækker sig mod syd til Kaliningrad. Den vigtigste flod, Nemunas, og nogle af dens bifloder har international skibsfart.
Det litauiske landskab er jævnet af smeltende gletsjere efter sidste istid. De højeste områder er morænerne i det vestlige og østlige højland med Aukštojas bakke på 294 m som den højeste. Terrænet har talrige søer, fx Vištytis søen og vådområder. Blandet skov dækker næsten 33 % af landet. Litauen ligger på grænsen mellem kystklima og fastlandsklima, med fugtige, milde vintre og somre. Ifølge en geografisk beregningsmetode ligger Litauens hovedstad, Vilnius, kun et par kilometer syd for det geografiske centrum af Europa.
Plantegeografisk kan Litauen deles mellem de centraleuropæiske og østeuropæiske provinser med borealt klima. I henhold til WWF kan Litauen opdeles i to økoregioner: De centraleuropæiske blandede skove og sarmatisk blandede skove.

### Klima
Litauens klima, der svinger mellem kyst- og fastlandsklima, er relativt mildt. Gennemsnitlige temperaturer på kysten er -2,5 °C i januar og 16 °C i juli. I Vilnius er den gennemsnitlige temperatur -6 °C i januar og 16 °C i juli. 20 °C er hyppigt på sommerdage og 14 °C om natten, selv om temperaturen kan nå 30 eller 35 °C. Nogle vintre kan der være meget koldt. -20 °C opleves næsten hver vinter. De laveste målte vintertemperaturer er -34 °C i kystområderne og -43 °C i den østlige del af Litauen.
Den gennemsnitlige årlige nedbør er 800 mm ved kysten, 900 mm i det Žemaitiske højland og 600 millimeter i den østlige del af landet. Det sner hvert år; det kan sne fra oktober til april. I nogle år kan der falde slud i september og maj. Vækstsæsonen er på 202 dage i den vestlige del af landet og 169 dage i den østlige del. Alvorlige storme er sjældne i den østlige del af Litauen, men almindelige i de kystnære områder.
Kontinuerlige temperaturmålinger fra det baltiske område dækker ca. 250 år. Dataene viser, at der var en varmeperiode i sidste halvdel af 1700-tallet, og at 1800-tallet var en forholdsvis kølig periode. En varmeperiode i begyndelsen af 1900-tallet kulminerede i 1930'erne, efterfulgt af en mindre afkøling, som varede indtil 1960'erne. En tendens til opvarmning har varet lige siden.
Litauen oplevede tørke i 2002, som medførte skov- og mosebrande. I løbet af sommeren 2006 ramtes Litauen i lighed med resten af Nordvesteuropa af en hedebølge.
De rapporterede ekstreme temperaturer i Litauen efter måned er følgende:
| Ekstreme temperaturer i Litauen (°C) |       |       |       |       |      |      |       |      |      |       |     |       |
| Måned                                | Jan   | Feb   | Mar   | Apr   | Maj  | Jun  | Jul   | Aug  | Sep  | Okt   | Nov | Dec   |
| Højest målte temperaturer            | +12.6 | +16.5 | +21.8 | +28.8 | +34  | +35  | +37.5 | +36  | +32  | +26   | +18 | +15.6 |
| Lavest målte temperaturer            | -40.5 | -42.9 | -37.5 | -23.0 | -6.8 | -2.8 | +0.9  | -2.9 | -6.3 | -19.5 | -23 | -34   |

## Politik
Litauen erklærede sig uafhængig den 11. marts 1990. Ved de første almindelige valg efter uafhængigheden den 25. oktober 1992 støttede 56,75 % af det samlede antal vælgere den nye forfatning. Der var intense drøftelser om forfatningen, især præsidentens rolle. En særskilt folkeafstemning blev afholdt den 23. maj 1992 om spørgsmålet, og her støttede 41 % af samtlige stemmeberettigede genopretningen af præsidentembedet. Til sidst blev et semipræsidentielt system aftalt.
Det litauiske statsoverhoved er præsidenten, som vælges direkte for en femårig periode. Præsidenten kan højst vælges for to på hinanden følgende perioder. Embedet som præsident er stort set ceremonielt; de vigtigste opgaver er ansvaret for udenrigspolitikken og den nationale sikkerhedspolitik. Præsidenten er hærens øverstkommanderende. Præsidenten udnævner, efter godkendelse fra Seimas, premierministeren og, efter premierministerens indstillingen, resten af regeringen, samt en række andre topembedsmænd og dommere ved samtlige domstole.
Dommere ved forfatningsdomstolen (litauisk: Konstitucinis Teismas), der sidder for ni år, udnævnes af præsidenten (tre dommere), formanden for Seimas (tre dommere) og formanden for højesteret (tre dommere). Det litauiske etkammersystem, Seimas, har 141 medlemmer, der er valgt for fire år. 71 af medlemmerne af Seimas vælges ved flertalsvalg i enkeltemandskredse, og de øvrige 70 medlemmer vælges ved landsdækkende forholdstalsvalg. Seimasvalg har en spærregrænse på 5 %, og kun registrerede partier kan opstille.

### Udenrigsrelationer
Litauen blev medlem af FN den 18. september 1991 og deltager i en række af FN's organisationer og en række internationale aftaler. Landet er også medlem af OSCE (Organisationen for Sikkerhed og Samarbejde i Europa), NATO, Europarådet og EU (Den Europæiske Union). Litauen opnåede medlemskab i WTO (Verdenshandelsorganisationen) den 31. maj 2001 og arbejder på at blive optaget i OECD (Organisationen for økonomisk samarbejde og udvikling) og andre vestlige organisationer.
Litauen har ambassader i 94 lande på seks kontinenter og konsulater i to lande. Litauens liberale lovgivning om statsborgerskab har afsvækket spændingerne med nabolandene. Litauens suspension af to etnisk polske kommunalbestyrelser anklaget for at blokere reformer og illoyalitet under august 1991 kuppet nedkølede forbindelserne til Polen, men med markant forøget bilateralt samarbejde og med afholdelse af valg i disse kommuner samt underskrivelsen af en bilateral venskabsaftale i 1994 blev forholdet normaliseret. Selv om en tilsvarende bilateral venskabsaftale blev indgået med Hviderusland i 1995, har Litauen deltaget i EU's og USAs opfordringer til regeringen i Hviderusland om at vedtage demokratiske og økonomiske reformer.
Litauen har diplomatiske forbindelser med 149 lande.

### Administrativ inddeling
Den nuværende administrative opdeling blev etableret i 1994 og ændret i 2000 for at opfylde krav fra EU. Litauen har en tredelt administrative opdeling. Landet er inddelt i 10 apskritys (litauisk:  ental: apskritis, flertal: apskritys), som yderligere er opdelt i 60 kommuner (litauisk:  ental: savivaldybė, flertal: savivaldybės), som igen består af over 500 seniūnijos (litauisk:  ental: seniūnija, flertal: seniūnijos).
Apskritys er styret af litauisk: apskrities viršininkas udpeget af staten. De sikrer, at kommunerne overholder lovgivningen og forfatningen. Apskritys overvåger lokale kommunalbestyrelsers gennemførelse af de nationale love. Da apskritys har begrænsede funktioner, er der flere forslag til at reducere deres antal og organisere regioner på grundlag de historiske-etnistiske regioner i Litauen eller de fem største byer med befolkningstal over 100.000.
Kommunerne er den vigtigste administrative enhed. Nogle kommuner kaldes "distriktskommuner", ofte forkortet til "distrikter", mens andre kaldes "bykommuner", undertiden forkortet til "byer". Hver kommune har sin egen folkevalgte kommunalbestyrelse. Tidligere var der valg til kommunalbestyrelsen hvert tredje år, nu finder det sted hvert fjerde år. Kommunalbestyrelsen vælger borgmesteren og udnævner seniūnijosmedlemmer. Der er fremsat forslag om direkte valg af borgmestrene og seniūnijosmedlemmer, men det ville kræve en ændring af forfatningen.
Seniūnijos, der overstiger 500, er den mindste enhed og spiller ingen rolle i den nationale politik. De tilbyder nødvendige offentlige serviceydelser i kvarterer og landsbyer; fx anmelder seniūnijos i landdistrikterne fødsler og dødsfald. De er mest aktive i den sociale sektor, hvor de opsøger trængende enkeltpersoner eller familier og uddeler forskellige former for bistandshjælp. Selvom seniūnijos ville kunne styrke lokalt initiativ til løsning af landdistrikternes problemer, klages der over, at de ikke har nogen reel magt og får for lidt opmærksomhed.

### Militær
Litauens væbnede styrker har et aktivt personel på 14.621, hvoraf 2.165 er civilt ansatte (tal fra okt. 2010), og understøttes af en reservestyrke på 100.000 enheder. Værnepligten ophørte i september 2008.
Litauens forsvarssystem er baseret på begrebet "totalt og ubetinget forsvar" med mandat fra Litauens nationale sikkerhedsstrategi. Målet for Litauens forsvarspolitik er at forberede samfundet på generelt forsvar og til at integrere Litauen i vestlige sikkerheds- og forsvarstrukturer. Det litauiske forsvarsministerium er ansvarlig for kampstyrkerne, eftersøgnings- og redningsoperationer og efterretningsoperationer. Kampstyrkerne har deltaget i internationale operationer på Balkan, i Irak og deltager i Afghanistan med 208 mand.
De 5.400 grænsevagter falder ind under det litauiske indenrigsministeriums tilsyn og er ansvarlige for beskyttelse af grænserne, pas og told og deler ansvaret med flåden for bekæmpelse af smugling og narkotikahandel. En særlig sikkerhedsafdeling varetager VIP-beskyttelse og kommunikationssikkerhed.

## Økonomi
Litas, den nationale valuta, har været knyttet til euroen siden den 2. februar 2002 med kursen 1,00 € = 3,4528 LTL. Før optagelsen i EU havde Litauen den højeste økonomiske vækstrate blandt kandidatlande på 8,8 % i tredje kvartal 2003. Litauens økonomi voksede i gennemsnit 8 % om året i de fire efterfølgende år drevet af en omfattende udenlandsk lånoptagning, hektisk vækst i privat efterspørgsel, hvor store dele var lånfinansieret; allerede i 2008 udgjorde den private lånoptagning 40 % af bankernes samlede låneportefølje. I 2009 bestod bankernes samlede pengebeholdning af 26 mia. € hvoraf 20,7 mia. € var udenlandske lånoptagelser. Ifølge officielt offentliggjorte tal har EU-medlemskabet givet næring til en styrkelse af turistsektoren. Bruttonationalproduktet styrtdykkede med 14,8 % i 2009, mens det i 2010 anslås at blive på til en vækst på 0,4 %. I 2009 voksede Litauens offentlige underskud eksplosionsagtigt til næsten 9,5 % af BNP; sammenlignet hermed var underskuddet i 2008 var på 3,2 %. EU accepterede på den baggrund, at Litauen, sammen med Malta, fik udsættelse for nedbringelsen af statsunderskuddet. Den officielle arbejdsløshed var på 5,8 % i 2008, 13,7 % i 2009 og anslået til 17,9 % i 2010.. Inflationen har siden landets indtræden i EU været rekordhøj: 2,7 %(2005), 3,8 %(2006), 5,8 %(2007), 11,1 %(2008), 4,2 %(2009) og 1,1 %(2010) (anslået). De vigtigste investorlande i Litauen i 2004 var: Danmark (15,2 %), Sverige (15,0 %), Tyskland (11,4 %), Rusland (8,4 %) og Finland (7,8 %). Mere end 60 % af de samlede investeringer i Litauen foretages af de 15 oprindelige EU-lande.
Strukturelt foregår der et langsomt skift i retning af en videnbaseret økonomi med særlig vægt på bioteknologi (industriel og diagnostisk). Større bioteknologiproducenter har produktionsanlæg i Litauen, ligesom der produceres laserudstyr. Også mekanisk/elektronisk industri og informationsteknologi (IT) ses som mulige udviklingsområder i Litauen. I følge Verdensbanken steg værdien af den højteknologiske eksport fra 6 % i 2005, 8 % i 2006, 11 % i 2007 til 11 % i 2008 af den samlede eksport (Danmark2008 16 %, Norge2008 20 % og Sverige2008 16 %). Fra 2008 til 2009 faldt industriproduktionen med 21,6 %. Samme år lancerede regeringen en højt profileret kampagne for at tiltrække udenlandske investeringer og udvikle eksporten.
I 2009 var de vigtigste eksportmarkeder: Rusland (13,08 %), Letland (10,13 %), Tyskland (9,54 %), Polen (7,39 %), Estland (7,01 %), Holland (5,02 %), Hviderusland (4,53 %), Storbritannien (4,41 %), Danmark (3,87 %), Sverige (3,37 %). De vigtigste importlande var: Rusland (30,73 %), Tyskland (11,10 %), Polen (9,97 %), Letland (6,29 %), Holland (4,03 %), Italien (3,81 %), Belgien (2,98 %), Sverige (2,69 %), Estland (2,59 %) og Frankrig (2,47 %).
Litauen skiftede til euroen den 1. januar 2015.
Litauen har en fast personskatteprocent på 21 % uden progression. De almindelige lønindkomster og pensioner ligger væsentligt lavere end i de øvrige EU-medlemsstater. Ifølge Eurostat-data var gennemsnitsindkomsten i Litauen 55 % af EU-gennemsnittet (2009)  (i 2008 61 %), (Danmark 121 % (2009)). De lave lønninger er en central årsag til den omfattende udvandring, der er fundet sted det seneste tiår.
Litauen tilbyder særlige incitamenter til investeringer i den højteknologiske sektorer og har en selskabsskat på kun 5-15 % (Danmark 25 % (2009)). En undersøgelse fra 2005 af det britiske Economist Intelligence Unit (EIU) om livskvalitet har Litauen på en 63. plads med et index på 6,033 af 10 (Norge 3. plads, index 8,051, Sverige 5. plads, index 7,937 og Danmark 9. plads, index 7,797).

### Den finansielle sektor

#### Litauens centralbank
Litauens bank (litauisk: Lietuvos bankas) er Litauens centralbank. Banken har sine rødder tilbage i 1768, da Litauen og Polen var i union. Seimas etablerede i 1792 "Bank Polski i Litewski" (dansk: Polens og Litauens bank). Imidlertid forhindrede Polens deling i 1795 den videre opbygning.
Efter 1918 benyttede Litauen valuta fra flere forskellige lande. I følge en aftale med den tyske bank "Darlehnkasse Ost" benyttedes tyske mark som betalingsmiddel, men på baggrund af Tysklands hyperinflation i 1922 vedtog Seimas en lov om oprettelse centralbank. Centralbanken blev fra 1940 en del af det sovjetiske banksystem.
Efter selvstændigheden 11. marts 1990 blev centralbanken genetableret, og litaen genindført. De første litas var i omløb fra 31. oktober 1991.
Siden 2004, hvor Litauen blev medlem af EU, har centralbanken været medlem af Det Europæiske System af Centralbanker. Banken er selvstændig i forhold til regeringen og stræber efter en lav og stabil inflation. Centralbankstyret består af en leder, to vicechefer og to yderligere medlemmer. Litauens bank har afdelingskontorer i Kaunas og Klaipeda.
Banken fastsætter blandt andet udlånsrenten. Pr. 31. oktober 2010 var udlånsrenten til privatforbrug 16,93 %, til huskøb 5,93 %.

#### Vilnius' fondsbørs
Vilnius' fondsbørs er ejet af NASDAQ OMX Group, som også driver børserne i bl.a. København, Stockholm, Helsingfors, Tallinn og Riga samt værdipapircentralerne i Estland og Letland. Børserne i Vilnius, Tallinn og Riga har et samarbejde, der gør det nemmere at handle på hinandens børser. OMX er noteret på børserne i Stockholm, Helsingfors og København.

#### Banker i Litauen
Efter selvstændigheden i 1991 privatiseredes Litauens banksektor. Mange af bankerne er siden opkøbt af skandinaviske banker. De tre største banker, som har en samlet markedsandel på 80 % er de to svenske banker SEB-bank og Swedbank samt norske DnB NOR under navnet DnB NORD bankas, Med opkøb af den finske bank Sampo Bank blev Danske Bank aktiv på det litauiske bankmarked under navnet Danske Bankas. Fem filialer af udenlandske banker led tab i 2008, mens de resterende tre filialer af udenlandske banker havde overskud. De største underskud var: Swedbank 1.053 mio. LTL, SEB-bank 855,6 mio. LTL, Danske Bankas 433,9 mio. LTL og DnB NORD bankas 402,6 mio. LTL. Også Nordea Bank Finland Plc, Lithuania Branch led tab, dog kun på 40,5 mio. LTL. I 2011 blev Snoras bankas – landets femtestørste – lukket af staten, efter at egenkapitalen ikke levede op til det, der foreskrives af loven. Bankens ejere efterforskes for krimininelle transaktioner i forbindelser med bankens kollaps (februar 2012).

### Infrastruktur

#### Trafik
Litauen har en stor betydning som transitland mellem Centraleuropa og Nordeuropa, mellem Kaliningrad Oblast og det russiske hovedland samt mellem Hviderusland og Skandinavien. Litauen har også en vigtig funktion som olietransitland. Kaunas, den næststørste by, er central i trafikplanlægningen i Litauen, da hovedstaden, Vilnius, ligger i en "død vinkel" nær grænsen til Hviderusland.

##### Veje
Litauens vejnet er under stadig udbygning. De vigtigste motorveje er A1, som forbinder Vilnius med Klaipėda via Kaunas, A2, der forbinder Vilnius med Panevėžys samt Europavej E67, "Via Baltica", fra Prag i Tjekkiet via Warszawa, Kaunas, Riga og Tallinn til Helsinki i Finland. E67 er ved at blive ombygget til motorvej. Motorveje rundt om Šiauliai samt i regionen Telšiai er under opførelse.
Med et gennemsnit på 219 trafikdræbte per million indbyggere ifølge EU (VCÖ) er trafikken i Litauen det farligste vejnet i EU.

##### Jernbaner
Litauen fik sin første jernbaneforbindelse i midten af 1800-tallet, da jernbanen mellem Warszawa og Sankt Petersborg blev indviet. Den omfattede en strækning fra Daugavpils via Vilnius og Kaunas til Virbalis. De litauiske jernbaners vigtigste netværk består af 1749 km med en sporbredde på 1524 mm, hvoraf 122 km er elektrificeret. Der er 22 km jernbane i drift med standardsporvidde på 1435 mm. En jernbane med standardsporvidde, "Rail Baltica", der skal forbinde Helsinki – Tallinn – Riga – Kaunas – Warszawa og videre til Berlin, er under opførelse og den litauiske strækning ventes at være færdig i 2015.
Den direkte togforbindelser mellem Vilnius og Warszawa gik indtil 1990 gennem hviderussisk territorium. For at undgå grænseformaliteter køres nu ad en alternativ rute med omstigning i Šeštokai i Litauen over Suwalki i Polen via grænsestationen i Mockava.

##### Havne
I Klaipeda finder man Litauens største havn. Herfra er der færgeforbindelser til hele Østersøområdet, blandt andet til Karlshamn, København, Kiel og Sassnitz. Havnen har stigende betydning for godstrafikken. Derudover benyttes Nemunas som vandvej ind i landet. Nemunas er sejlbar op til Kaunas.

##### Luftfart
Litauen har fire internationale lufthavne: Vilnius International Airport, Kaunas International Airport (i Karmėlava) samt de mindre lufthavne Palanga International Airport og Šiauliai International Airport. Fra den mest trafikerede, Vilnius International Airport med 1,3 millioner passagerer i 2009, er der forbindelse til mange europæiske lande. SAS har daglige afgange til Københavns lufthavn.

##### Bustrafik
Busser spiller en vigtig rolle for såvel den nationale som den internationale personbefordring (f.eks € Lines eller Ecolines). Den direkte nattrafik mellem Vilnius og Warszawa drives af PKP med højkvalitets IC-busser.

### Energi
Ignalina-atomkraftværket, som i 1990'erne og 2000'erne leverede op til 75 % af al elektricitet til Litauen, var bygget under sovjettiden. Anlægget svarede til Tjernobyl-kernekraftværket med sin mangel på en solid struktur. Værket blev lukket som en betingelse for Litauens indtræden i EU: Reaktor nummer 1 blev lukket i december 2004 og reaktor nummer 2 blev lukket ned den 31. december 2009.
Gas- og fueloliekraftværket, Lietuvos Energija, i Elektrėnai, er i øjeblikket det eneste værk til dækning af spidsbelastninger. Værket vil være i stand til forsyne det litauiske marked med tilstrækkelig elektricitet frem til 2015. Men konsekvensen er en høj afhængighed af forsyninger af fossile brændstoffer (gas og tung olie) fra Rusland. Elproduktionen i 2005 var på 745 GWh. For igen at reducere denne afhængighed diskuteres opførelse af et nyt atomkraftværk.
Andre primære kilder til Litauens el er Kaunas vandkraftværk. Elproduktionen i 2005 var her på 363,1 GWh.
Kruonis pumpekraftværket er det eneste pumpekraftværk i de baltiske lande. Værket anvendes til dækning af spidsbelastninger på el-nettet og har en produktionskapacitet på 900 MW.
I de seneste år er vedvarende energi mere brugt, især produktionen af energi fra biomasse. Dette støttes bl.a. af EU-midler. Ti vindmøller er i drift eller under opførelse i den vestlige del af Litauen. Accepten af vedvarende energi er beskeden, og statstilskuddene er faldende.

### Kommunikation
Ifølge Speedtest.net's hjemmeside viste en test i december 2010, at Litauen har de næsthurtigste upload- og downloadhastigheder på internettet i verden, skoler og virksomheder ikke medregnet.

## Samfund

### Demografi
Siden bondestenalderen er indbyggerne i det litauiske område ikke er blevet erstattet af andre etniske grupper, og der er således stor sandsynlighed for, at beboerne i det nuværende Litauen har bevaret deres forfædres genetiske sammensætning relativt uforstyrret af folkevandringstiden, selv uden at være egentlig isoleret. Den litauiske befolkning synes at være relativt homogen uden større genetiske forskelle mellem etniske undergrupper.
En analyse fra 2004 af mtDNA af den litauisk befolkning viste, at litauerne er tæt på indoeuropæisk og finsk-ugrisk-talende befolkning i Nordeuropa. En haplogruppe SNP-test viste, at litauerne var tættest beslægtet med letterne, esterne, og finnerne.
Ifølge skøn fra 2009 var aldersstrukturen i befolkningen som følger: Aldersgruppen 0-14 år udgjorde 14,2 % (mænd 258.423/kvinder 245.115), gruppen på 15-64 år udgjorde 69,6 % (mænd 1.214.743/kvinder 1.261.413), mens gruppen på 65 år og derover udgjorde 16,2 % (mænd 198.714/kvinder 376.771).
Den litauiske befolkning har været stadigt faldende siden løsrivelsen fra Sovjetunionen i 1990. 1992 var der lidt over 3,7 millioner indbyggere, i 2000 var der 3,5 mio., 1. januar 2008 var der 3,37 mio. indbyggere, og i 2015 anslår Statistics Lithuania, at befolkningstallet er faldet til 2,810 mio. Dette fald skyldes både et fødselsunderskud og migration (se nedenfor). I 2002 var der 30.000 fødsler i Litauen (8,6 per 1.000 indbyggere), i 2007 var der 32.250 fødsler (9,6 per 1.000 indbyggere). I 2007 var det nationale gennemsnit af dødsfald 13,5 per 1.000 indbyggere.
Siden slutningen af 2. verdenskrig har Litauen oplevet en omfattende vandring fra land til by. I 1959 levede 60 % af befolkningen på landet, i 1970 var forholdet afbalanceret, og i 1990 levede 66 % af befolkningen i byerne og kun 33 % på landet.
| Demografisk udvikling for Litauen fra 1959 til 2010 |         |         |         |         |         |         |         |         |         |         |         |          |         |         |         |
| år                                                  | 1959    | 1970    | 1975    | 1980    | 1985    | 1986    | 1987    | 1988    | 1989    | 1990    | 1991    | 1992     | 1993    | 1994    | 1995    |
| 1000 indbyggere                                     | 2.696,7 | 3.118,9 | 3.288,5 | 3.404,2 | 3.528,7 | 3.560,4 | 3.597,4 | 3.635,3 | 3.674,8 | 3.693,7 | 3.702,0 | 3.706,3  | 3.693,9 | 3.671,3 | 3.643,0 |
| år                                                  | 1996    | 1997    | 1998    | 1999    | 2000    | 2001    | 2002    | 2003    | 2004    | 2005    | 2006    | 2007     | 2008    | 2009    | 2010    |
| 1000 indbyggere                                     | 3.615,2 | 3.588,0 | 3.562,3 | 3.536,4 | 3.512,1 | 3.487,0 | 3.475,6 | 3.462,5 | 3.445,9 | 3.425,3 | 3.403,3 | 3 .384,9 | 3.366,4 | 3.349,9 | 3.329,0 |

#### Udvandring
Udvandringen fra Litauen er blandt de højeste i EU. Ifølge de officielle skøn er omkring 0,6 millioner mennesker udvandret fra Litauen siden uafhængigheden i 1990.
Siden 2001 er 258.837 personer officielt udvandret. Den samlede udvandring har siden 2001 været på nær ved 400.000 eller 11,2 %. Den største udvandring foregik i 2005 (ca. 48.000) efter landets indtræden i EU samt i årene 2010 og 2011 (ca. 83.000 og 54.000). Som følge af udviklingen i Rusland og Hviderusland er indvandringen fra nabolandene steget, men er fortsat samlet et godt stykke under 1.000 personer i 2011.
| Demografiske statistikker: udvandring og fødsler for Litauen 2001-2011 |        |        |        |        |        |        |        |        |        |        |        |                  |
| år                                                                     | 2001   | 2002   | 2003   | 2004   | 2005   | 2006   | 2007   | 2008   | 2009   | 2010   | 2011   | I alt gennemsnit |
| Officiel udvandring                                                    | 7.523  | 7.086  | 11.032 | 15.165 | 15.571 | 12.602 | 13.853 | 17.015 | 21.970 | 83.157 | 53.863 | 258.837          |
| Samlet udvandring                                                      | 23.100 | 14.500 | 22.700 | 32.500 | 48.100 | 27.800 | 26.500 | 23.700 | 34.700 | 83.157 | 53.863 | 390.620          |
| Fødsler/1.000                                                          | 9,1    | 8,6    | 8,9    | 8,8    | 8,9    | 9,2    | 9,6    | 10,5   | 11,0   |        |        | 9,4              |
| Noter 1: 1. 2. 3.                                                      |        |        |        |        |        |        |        |        |        |        |        |                  |

#### Etnicitet
Langt den største del af befolkningen udgøres af litauere. Der findes derudover en række nationale mindretal i landet.
Polakkerne er det største mindretal i Litauen. Polakkerne er koncentreret Vilnius apskritis, i den østlige del af Litauen, især i landdistrikterne omkring Vilnius og området omkring landsbyen Dieveniškės, hvor der er et stort polsk mindretal. Det polske mindretal er indvandret gennem århundreder under den Polsk-litauiske realunion.
Flertallet af russere er flyttet til Litauen under og efter 2. verdenskrig, hvor landet var en del af Sovjetunionen. Den russisk-talende befolkning er koncentreret i hovedstaden Vilnius, havnebyen Klaipeda, regionen Lille Litauen (litauisk: Mažoji Lietuva) og industribyerne Elektrėnai og Visaginas.
Indtil holocaust udgjorde litauiske jøder, "Litvaks", 220.000. Jøder indvandrede så tidligt som i 700-tallet, men indvandringen tog rigtig fart fra 1784. Under holcaust blev 206.800 jøder myrdet af nazisterne og litauiske kollaboratører. Indtil da blev Vilnius kaldt Litauens Jerusalem.
Tatarerne og karaitterne er tyrkisktalende mindretal, som kom til Litauen efter storfyrste Vytautas togt på Krim i 1398.
| Befolkningen fordelt på etnicitet 1979-2010 |                     |                  |                  |                 |                 |                |                 |           |
| År                                          | Litauere            | Russere          | Polakker         | Hviderussere    | Ukrainere       | Jøder          | Andre           | I alt     |
| 1979                                        | 80 % (2.712.200)    | 8,9 % (303.500)  | 7,3 % (247.000)  | 1,7 % (57.600)  | 1,0 % (32.000)  | 0,4 % (14.700) | 0,7 % (24.500)  | 3.391.500 |
| 1989                                        | 79,6 % (2.924.300)  | 9,4 % (344.500)  | 7,0 % (258.000)  | 1,7 % (63.200)  | 1,2 % (44.800)  | 0,3 % (12.400) | 0,8 % (27.600)  | 3.674.800 |
| 2001                                        | 83,45 % (2.907.293) | 6,31 % (219.789) | 6,74 % (234.989) | 1,23 % (42.866) | 0,65 % (22.488) | 0,12 % (4.007) | 1,49 % (52.540) | 3.483.972 |
| 2007                                        | 84,6 % (2.864.000)  | 5,1 % (173.300)  | 6,3 % (212.100)  | 1,1 % (38.400)  | 0,6 % (21.200)  | 0,1 % (3.500)  | 2,2 % (72.400)  | 3.384.900 |
| 2009                                        | 84 % (2.815.700)    | 4,9 % (165.100)  | 6,1 % (205.500)  | 1,1 % (36.100)  | 0,6 % (20.000)  | 0,1 % (3.000)  | 3,2 % (104.500) | 3.349.900 |
| 2010                                        | 83,1 % (2.765.600)  | 4,8 % (161.700)  | 6,0 % (201.500)  | 1,1 % (35.900)  | 0,6 % (19.700)  | 0,1 % (3.200)  | 4,3 % (141.400) | 3.329.000 |
| Noter 2: 1. 2. 3. 4. 5. 6. 7. 8. 9. 10.     |                     |                  |                  |                 |                 |                |                 |           |

### Sprog

#### Litauisk
Litauisk er et af de Østbaltiske sprog, som også omfatter lettisk og de to dialekter žemaitisk og letgallisk. Litauisk er modersmål for 2.694.000 af litauens indbyggere. De baltiske sprog betragtes af lingvister som nogle af de ældste stadig anvendte indoeuropæiske sprog.

#### Andre sprog
Polsk er modersmål for ca. 358.000 indbyggere, russisk for ca. 344.000, hviderussisk for ca. 63.000, ukrainsk for ca. 45.000, tatarisk for ca. 5.100, lettisk for ca. 5.000 og karaim for ca. 300. I Klaipeda og på den kuriske landtange taler nogle få litauere fortsat tysk.
Gennem den århundreder lange tilstedeværelse af russisk og polsk sprog i Litauen er en del polske og russiske ord og sætninger importeret i litauisk.

### Større byer i Litauen
| 1                                                      | Vilnius     | 546.733 |
| 2                                                      | Kaunas      | 352.279 |
| 3                                                      | Klaipėda    | 183.433 |
| 4                                                      | Šiauliai    | 126.215 |
| 5                                                      | Panevėžys   | 112.619 |
| 6                                                      | Alytus      | 67.505  |
| 7                                                      | Marijampolė | 46.692  |
| 8                                                      | Mažeikiai   | 40.505  |
| 9                                                      | Jonava      | 34.238  |
| 10                                                     | Utena       | 32.476  |
| 11                                                     | Kėdainiai   | 30.835  |
| 12                                                     | Telšiai     | 29.883  |
| 13                                                     | Visaginas   | 28.160  |
| 14                                                     | Tauragė     | 27.696  |
| 15                                                     | Ukmergė     | 27.323  |
| 16                                                     | Plungė      | 23.161  |
| 17                                                     | Kretinga    | 21.445  |
| 18                                                     | Šilutė      | 20.839  |
| 19                                                     | Radviliškis | 19.404  |
| 20                                                     | Palanga     | 17.574  |
| Kilde: 2009 Arkiveret 11. maj 2011 hos Wayback Machine |             |         |

### Litauere
- Antanas Nedzinskas
- LT United
- Valdas Adamkus